# Promotion Bourguiba
La promotion Bourguiba est le nom donné à la formation des premiers officiers de la Tunisie indépendante à l'école spéciale interarme militaire de Saint-Cyr en 1956 et 1957.

## Histoire
L'indépendance de la Tunisie devient effective le 20 mars 1956. Le 5 juin 1956, un appel à candidatures est lancé auprès des Tunisiens âgés de 18 à 22 ans pour aller suivre une formation militaire à l'étranger. 102 volontaires sur 500 sont retenus par le ministère tunisien de la Défense nationale et d'autres sont recalés avant l'arrivée à Coëtquidan.
La formation des 48 élèves-officiers tunisiens se fait en parallèle de celle des officiers français des promotions Franchet d'Espèrey et Laperrine La promotion tunisienne est diplômée en 1957, sous le nom de « promotion Saint-Cyr », et reçoit le surnom de « promotion Bourguiba », du nom du leader de l'indépendance tunisienne.